# Мадрепоровая пластинка

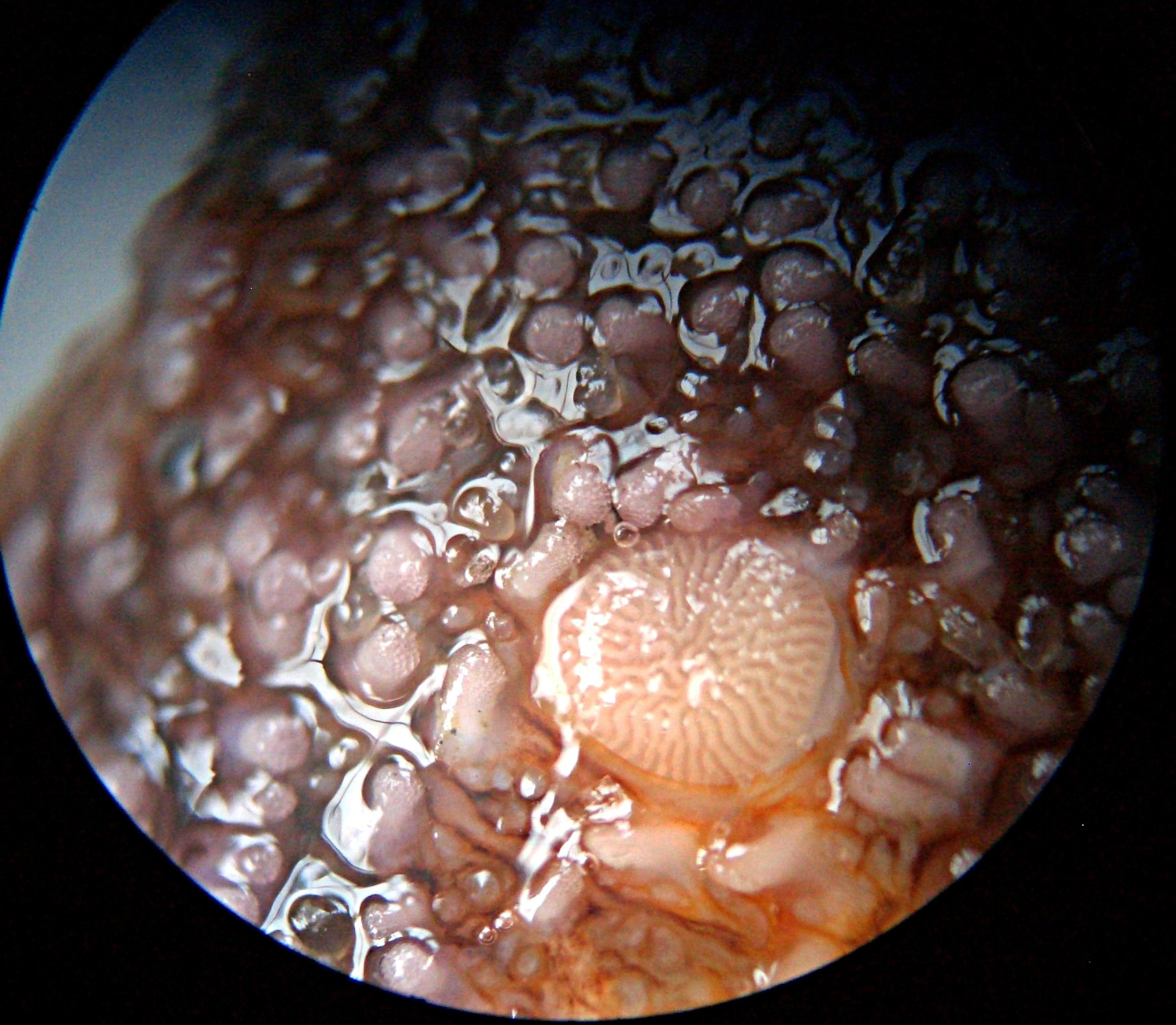
Мадрепоровая пластинка крупным планом

Мадрепоровая пластинка — небольшая известковая пластина с большим количеством мелких пор, используемая для фильтрации воды в сосудистую систему иглокожих. Действует как фильтр и клапан, уравновешивающий давление. Например, у морской звезды выглядит как небольшая округлая структура, напоминающая маленькую бородавку, которая находится на аборальной (тыльной, противоположной ротовому отверстию) поверхности центрального диска недалеко от анального отверстия. Вблизи она имеет структуру, похожую на колонию кораллов (madrepore, коралловый камень, Scleractinia), откуда и пошло название.
Сосудистая система морской звезды состоит из совокупности заполненных морской водой протоков, которые используются для передвижения, питания и дыхания животного. Основными ее частями являются мадрепоровая пластина, каменный канал, кольцевой канал, радиальные каналы, латеральные каналы и ножки в виде трубок. Напоминающая сито мадрепоровая пластина позволяет вводить морскую воду в каменный канал, который соединён с кольцевым каналом вокруг рта. От кольцевого канала отходят пять или более радиальных каналов, по одному в каждой конечности над амбулакральной канавкой. От радиальных каналов отходит множество боковых каналов, каждый из которых ведет к ножке, представляющей собой закрытый цилиндр с мышечными стенками, имеющими присоску на внешнем конце и похожую на колбу ампулу на внутреннем конце в полости тела.

Схема строения морской звезды Астериас:
1 — Пилорический отдел желудка;
2 — Кишечник;
3 — Ректальные железы;
4 — Каменный канал;
5 — Мадрепоровая пластинка;
6 — Пилорический канал;
7 — Пилорический отросток;
8 — Кардиальный желудок;
9 — Гонады;
10 — Амбулакральные ножки;
11 — Ампулы